# Kružlová
Kružlová (bis 1927 slowakisch Kružľová; ungarisch Ruzsoly – bis 1907 Kruzslyova) ist eine Gemeinde im Nordosten der Slowakei mit 753 Einwohnern (Stand 31. Dezember 2024), die im Okres Svidník, einem Kreis des Prešovský kraj, liegt und zur traditionellen Landschaft Šariš gezählt wird.

## Geographie

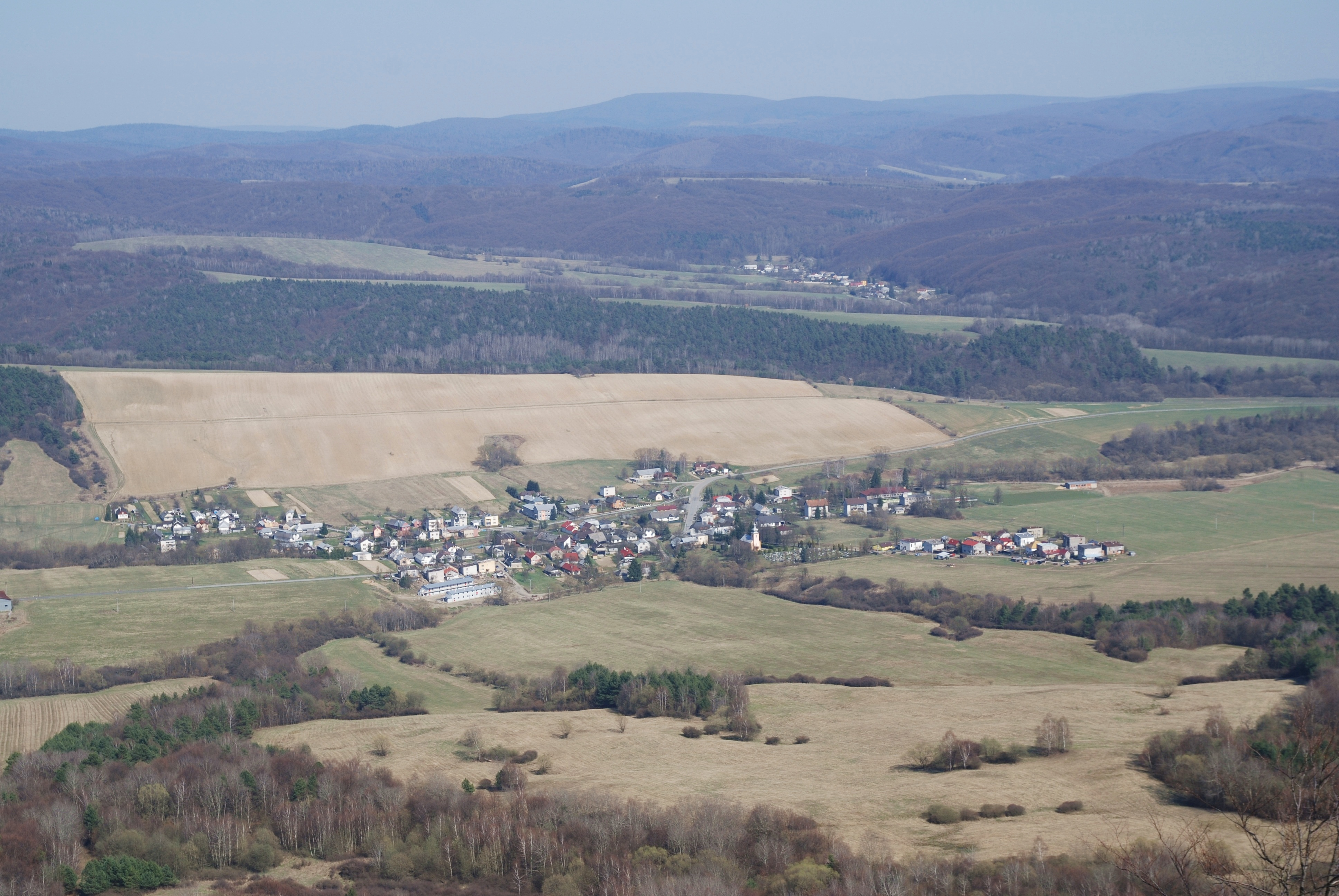
Kružlová, vom Gipfel des Bergs Rohuľa gesehen

Die Gemeinde befindet sich im Nordteil der Niederen Beskiden im Tal des Flüsschens Svidničianka. Das Ortszentrum liegt auf einer Höhe von 282 m n.m. und ist acht Kilometer von Svidník entfernt.
Nachbargemeinden sind Svidnička im Norden, Nižná Pisaná im Nordosten, Dobroslava im Osten, Kapišová im Süden, Nižná Jedľová und Vyšná Jedľová im Südwesten und Belejovce im Westen.

## Geschichte
Kružlová wurde zum ersten Mal 1414 als Crusulwagasa schriftlich erwähnt, damals als Besitz der Familie Czudor innerhalb des Herrschaftsgebiets von Makovica. 1427 war der Ort von den Steuerpflichten befreit. 1787 hatte die Ortschaft 54 Häuser und 350 Einwohner, 1828 zählte man 56 Häuser und 433 Einwohner, die als Hirten und Viehhalter beschäftigt waren. 
Bis 1918 gehörte der im Komitat Sáros liegende Ort zum Königreich Ungarn und kam danach zur Tschechoslowakei beziehungsweise heute Slowakei. In der ersten tschechoslowakischen Republik wanderten viele Einwohner aus, insbesondere nach Kanada und in die Vereinigten Staaten. 1944, während der Schlacht um den Duklapass in Rahmen der Ostkarpatischen Operation wurde fast das ganze Dorf zerstört, woran noch die Bezeichnung „Tal des Todes“ erinnert.
1953 wurde die gesamte Ortschaft elektrifiziert.

## Bevölkerung
| Jahr                | 1994 | 2004    | 2014     | 2024     |
| ------------------- | ---- | ------- | -------- | -------- |
| Anzahl der Personen | 522  | 566     | 684      | 753      |
| Unterschied         |      | +8,42 % | +20,84 % | +10,08 % |

| Jahr                | 2023 | 2024 |
| ------------------- | ---- | ---- |
| Anzahl der Personen | 753  | 753  |
| Unterschied         |      | +0 % |

Gemäß der Volkszählung 2011 wohnten in Kružlová 642 Einwohner, davon 334 Slowaken, 150 Roma,  95 Russinen und drei Ukrainer. 60 Einwohner machten keine Angabe zur Ethnie. 
520 Einwohner bekannten sich zur orthodoxen Kirche, 32 Einwohner zur griechisch-katholischen Kirche, 24 Einwohner zur römisch-katholischen Kirche, 11 Einwohner zu den Zeugen Jehovas, zwei Einwohner zur reformierten Kirche sowie jeweils ein Einwohner zur apostolischen Kirche und zur Evangelischen Kirche A. B. 13 Einwohner waren konfessionslos und bei 38 Einwohnern wurde die Konfession nicht ermittelt.

## Bauwerke und Denkmäler
- orthodoxe Kirche aus dem Jahr 1969